# Ё
Ë, ë (en cursiva Ë, ë) és una lletra de l'alfabet ciríl·lic, setena als alfabets rus i belarús. Va ser inventada el 1783 per Iekaterina Daixkova, fou emprada per primer cop el 1797 per l'historiador i escriptor rus Nikolai Karamzin per reemplaçar la combinació 'io' en alguns casos.
Ë és idèntica en forma tant a la E ciríl·lica com a la E llatina, tret per la dièresi. Aquest signe diacrític no compleix una funció regular en rus com ho fa en alemany o en francès, i només és emprat per diferenciar aquesta lletra (amb pronunciació: /jo/) de E (amb pronunciació /je/).
S'empra en els idiomes rus, belarús i rutè, igual que en molts dels idiomes del Caucas i túrquics que empren o empraren l'alfabet ciríl·lic, però no en molts dels altres idiomes eslaus, com per exemple el búlgar.
Representa una O iotitzada o palatalitzada (/jo/), tot i així, rere les consonants postalveolars fricatives (ж, ч, ш y щ) es pronuncia /o/. Per exemple, la paraula пошёл /paʃól/. Sempre que aquesta lletra apareix en una paraula, l'accent tònic recau sobre aquesta síl·laba.
Allà on apareix aquest so en rus, es correspon històricament a /je/, un fet que pot veure's en comparar-lo amb altres idiomes eslaus: моё (possessiu neutre de la primera persona del singular en nominatiu i acusatiu inanimat) és moje en polonès.
Tot i que és d'un ús comú des de després de la Segona Guerra Mundial, al rus imprès segueix escrivint-se E a causa de la seva semblança i l'habilitat dels russoparlants de saber, per context, quin so s'està expressant. De mode obligatòria és emprada en diccionaris, llibres i textos per a nens i per a l'aprenentatge del rus com a llengua estrangera. Però el fet és que això genera certa confusió tant als parlants nadius com als no nadius. És quelcom que es veu per exemple a l'hora de fer transcripcions dels noms a altres alfabets. També alguns noms i paraules en rus han canviat a causa d'això. Algunes han reemplaçat Ë per E, i a l'inrevés, E per Ë. En paraules d'origen estranger s'empra Ë únicament en paraules d'origen alemany o hongarès amb ö/ő, com per exemple Gerhard Schröder, el cognom del qual és transliterat en rus com: Шpёдep.
Alguns escriptors russos (com per exemple Aleksandr Soljenitsin) i periòdics sempre publiquen llurs textos emprant la lletra Ë.
En belarús i rutè és incorrecte reemplaçar Ë amb E.

## Taula de codis
| Codificació de caràcters | Tipus     | Decimal | Hexadecimal | Octal  | Binari              |
| ------------------------ | --------- | ------- | ----------- | ------ | ------------------- |
| Unicode                  | Majúscula | 1025    | 0401        | 002001 | 0000 0100 0000 0001 |
| Unicode                  | Minúscula | 1105    | 0451        | 002121 | 0000 0100 0101 0001 |
| ISO 8859-5               | Majúscula | 161     | A1          | 241    | 1010 0001           |
| ISO 8859-5               | Minúscula | 241     | F1          | 361    | 1111 0001           |
| KOI 8                    | Majúscula | 179     | B3          | 263    | 1011 0011           |
| KOI 8                    | Minúscula | 163     | A3          | 243    | 1010 0011           |
| Windows 1251             | Majúscula | 168     | A8          | 250    | 1010 1000           |
| Windows 1251             | Minúscula | 184     | B8          | 270    | 1011 1000           |